# Coppa Italia 2005/06
Die Coppa Italia 2005/06, der italienische Pokalwettbewerb, begann in der Saison 2005/06 am 6. August 2005 mit den Erstrundenspielen. Die beiden Finalspiele fanden am 3. und 11. Mai 2006 zwischen Inter Mailand und der AS Rom statt. Inter entschied das Finale nach einem 1:1 im Stadio Olimpico in Rom und einem 3:1 im heimischen Giuseppe-Meazza-Stadion für sich und feierte damit den fünften Erfolg in der Vereinsgeschichte. Es war zudem die zweite Auflage einer Serie, bei der sich von 2005 bis 2008 immer diese beiden Mannschaften im Finale gegenüberstanden.

## Modus
Insgesamt nahmen an der 58. Auflage des höchsten italienischen Pokalwettbewerbes 72 Mannschaften teil. Diese setzten sich aus der gesamten Serie A der Saison 2005/06, der gesamten Serie B der Saison 2005/06 und 30 Vereinen der Serie C1 und Serie C2 (heute als Lega Pro zusammengefasst) zusammen. Die Auswahl der 30 Vereine übernahm die Lega Italiana Calcio Professionistico nach nicht ganz offensichtlichen Kriterien.
Für das Achtelfinale sind neben dem Vorjahressieger Inter Mailand die Mannschaften der Vorjahressaison 2004/05 gesetzt, die sich für einen Europäischen Pokalwettbewerb qualifiziert haben. Zwar belegte Lazio Rom in der Abschlusstabelle 2005 nur den zehnten Platz, konnte sich aber trotzdem für den UI-Cup qualifizieren, da die AS Livorno (9. Platz) als Aufsteiger nicht für den UI-Cup gemeldet hatte. Der ACR Messina (7. Platz Serie) und dem FC Turin (3. Platz Serie B) wurden durch ein Gerichtsurteil vom 25. Juli 2005 die Lizenz für die Serie A aufgrund von hohen Schuldenlasten verweigert. Ebenso durften sie nicht in der Coppa Italia starten.
Alle anderen nicht gesetzten Mannschaften trugen bis zum Achtelfinale Spiele nach dem K.-o.-System aus. Ab dem Achtelfinale wurde dann jeweils ein Hin- und Rückspiel ausgetragen. Bis zur Spielzeit 2004/05 waren auch die weiteren Vereine der Serie A für spätere Runden gesetzt, dies wurde in diesem Jahr jedoch aufgrund jahrelang anhaltender Proteste seitens der kleineren Vereine geändert. Das Hauptproblem, dass es keine Pokalüberraschungen gab und sich grundsätzlich die etablierten Vereine durchsetzten, blieb jedoch erhalten, da die acht Spitzenklubs der vergangenen Saison weiterhin gesetzt sind.

## 1. Runde
|                          | Ergebnis        |                     |
| ------------------------ | --------------- | ------------------- |
| Ascoli Calcio            | 2:0             | SSD Acireale Calcio |
| Spezia Calcio            | 0:1 n. V.       | AC Cesena           |
| FC Empoli                | 2:1             | AS Pizzighettone    |
| AC Sangiovannese         | 0:2             | FC Crotone          |
| SS Cavese                | 0:1             | FC Parma            |
| Calcio Padova            | *3:0*           | US Triestina        |
| AS Cittadella            | 3:2             | FC Modena           |
| AC Lumezzane             | 1:2             | Ternana Calcio      |
| AS Livorno               | 3:0             | AS Forlì            |
| FBC Treviso              | 0:1             | Manfredonia Calcio  |
| Aurora Pro Patria        | 0:1             | UC Albinoleffe      |
| San Marino Calcio        | 1:3             | Cagliari Calcio     |
| US Grosseto              | 2:0             | AC Mantova          |
| US Massese               | 0:1             | Atalanta Bergamo    |
| Pisa Calcio              | ?:? (6:5 i. E.) | Catania Calcio      |
| SS Juve Stabia           | 1:2             | AC Siena            |
| Frosinone Calcio         | **0:3**         | US Avellino         |
| SS Virtus Lanciano       | 0:3             | AC Arezzo           |
| SS Sambenedettese Calcio | 2:4             | US Cremonese        |
| Valenzana Calcio         | 0:5             | Chievo Verona       |
| ASD Martina              | 1:2             | AS Bari             |
| AC Monza                 | ?:? (5:3 i. E.) | US Lecce            |
| AC Pavia                 | 2:1             | Vicenza Calcio      |
| Hellas Verona            | 2:0             | Teramo Calcio       |
| AS Lucchese Libertas     | 1:2 n. V.       | Piacenza Calcio     |
| SSC Giugliano            | 1:2 n. V.       | Reggina Calcio      |
| SSC Neapel               | 2:0             | Pescara Calcio      |
| Ravenna Calcio           | 0:1             | FC Bologna          |
| AC Florenz               | 4:0             | Cisco Lodigiani     |
| US Pistoiese             | 0:1             | Rimini Calcio       |
| CFC Genua                | ***0:3***       | US Catanzaro        |

- * Das Spiel wurde am grünen Tisch für Padova gewertet, da Triestina einen gesperrten Spieler (Eder Baù) einsetzte. (ursprüngliches Ergebnis: 2:1)
- ** Das Spiel wurde am grünen Tisch für Avellino gewertet, da Frosinone einen gesperrten Spieler (David D’Antoni) einsetzte. (ursprüngliches Ergebnis: 5:3 i. E.)
- *** Das Spiel wurde am grünen Tisch für Catanzaro gewertet, da Anhänger des CFC Genua während des Spiels Feuerwerkskörper auf die Spielfläche warfen und den Schiedsrichter so zum Abbruch der Partie zwangen.

## 2. Runde
|                    | Ergebnis        |                  |
| ------------------ | --------------- | ---------------- |
| Manfredonia Calcio | 3:2             | UC Albinoleffe   |
| AC Cesena          | 1:0             | FC Bologna       |
| Calcio Padova      | 0:1             | FC Parma         |
| FC Crotone         | 2:3 n. V.       | FC Empoli        |
| AS Cittadella      | ?:? (7:6 i. E.) | Ternana Calcio   |
| US Catanzaro       | ?:? (2:4 i. E.) | AS Livorno       |
| US Avellino        | 0:1             | AC Siena         |
| US Grosseto        | 1:2             | Cagliari Calcio  |
| AC Arezzo          | ?:? (6:7 i. E.) | Brescia Calcio   |
| Pisa Calcio        | 0:1             | Atalanta Bergamo |
| US Cremonese       | 0:1             | Chievo Verona    |
| AS Bari            | 2:1             | Ascoli Calcio    |
| AC Monza           | ?:? (4:5 i. E.) | AC Pavia         |
| Piacenza Calcio    | 2:1             | Hellas Verona    |
| Rimini Calcio      | 1:2 n. V.       | AC Florenz       |
| SSC Neapel         | 1:0             | Reggina Calcio   |

## 3. Runde
|                    | Ergebnis        |                  |
| ------------------ | --------------- | ---------------- |
| Manfredonia Calcio | ?:? (2:4 i. E.) | Cagliari Calcio  |
| AC Cesena          | 0:1             | AC Florenz       |
| FC Empoli          | ?:? (6:7 i. E.) | FC Parma         |
| Brescia Calcio     | 1:0             | Chievo Verona    |
| AS Cittadella      | 3:2             | AS Livorno       |
| AC Siena           | 0:4             | Atalanta Bergamo |
| SSC Neapel         | 1:0             | Piacenza Calcio  |
| AC Pavia           | ?:? (5:6 i. E.) | AS Bari          |

## Achtelfinale
Die erstgenannten Mannschaften hatten im Hinspiel Heimrecht. Bei Torgleichstand galt die Auswärtstorregel. Die Ergebnisse sind stets aus der Sicht der erstgenannten Mannschaft zu betrachten.
|                  | Gesamt |                 | Hinspiel | Rückspiel |
| ---------------- | ------ | --------------- | -------- | --------- |
| Atalanta Bergamo | 2:3    | Udinese Calcio  | 1:0      | 1:3       |
| AC Florenz       | 3:6    | Juventus Turin  | 2:2      | 1:4       |
| AS Bari          | 4:5    | US Palermo      | 0:0      | 4:5       |
| AC Mailand       | 7:4    | Brescia Calcio  | 3:1      | 4:3       |
| Lazio Rom        | 2:0    | AS Cittadella   | 2:0      | 0:0       |
| Cagliari Calcio  | 2:3    | Sampdoria Genua | 1:1      | 1:2       |
| FC Parma         | 0:1    | Inter Mailand   | 0:1      | 0:0       |
| SSC Neapel       | 1:5    | AS Rom          | 0:3      | 1:2       |

## Viertelfinale
|                | Gesamt    |                 | Hinspiel | Rückspiel |
| -------------- | --------- | --------------- | -------- | --------- |
| Lazio Rom      | 1:2       | Inter Mailand   | 1:1      | 0:1       |
| Udinese Calcio | (a)3:3(a) | Sampdoria Genua | 1:1      | 2:2       |
| AC Mailand     | 1:3       | US Palermo      | 1:0      | 0:3       |
| Juventus Turin | (a)3:3(a) | AS Rom          | 2:3      | 1:0       |

## Halbfinale
|               | Gesamt    |                | Hinspiel | Rückspiel |
| ------------- | --------- | -------------- | -------- | --------- |
| US Palermo    | (a)2:2(a) | AS Rom         | 2:1      | 0:1       |
| Inter Mailand | 3:2       | Udinese Calcio | 1:0      | 2:2       |

## Finale

### Hinspiel
| AS Rom                                            | AS Rom | Inter Mailand | Inter Mailand |
| ------------------------------------------------- | --- | --- | ------------- |
| AS Rom                                            | \| 3. Mai 2006 um 20:45 Uhr in Rom (Stadio Olimpico) \| \| Ergebnis: 1:1 (0:1)[1] \| \| Schiedsrichter: Matteo Trefoloni (Siena) \| | \| 3. Mai 2006 um 20:45 Uhr in Rom (Stadio Olimpico) \| \| Ergebnis: 1:1 (0:1)[1] \| \| Schiedsrichter: Matteo Trefoloni (Siena) \| | Inter Mailand |
| AS Rom                                            | Doni – Christian Panucci, Philippe Mexès, Cristian Chivu (46. Cesare Bovo), Leandro Cufré – Damiano Tommasi (80. Stefano Okaka), Daniele De Rossi, Simone Perrotta, Houssine Kharja, Mancini (85. Edgar Álvarez) – Rodrigo Taddei. Cheftrainer: Luciano Spalletti | Júlio César – Javier Zanetti, Iván Córdoba, Walter Samuel (70. Nicolás Burdisso), Giuseppe Favalli – Luís Figo, David Pizarro, Esteban Cambiasso, Dejan Stanković (73. César) – Adriano (80. Obafemi Martins), Julio Cruz. Cheftrainer: Roberto Mancini | Inter Mailand |
| AS Rom                                            | 1:1 Mancini (55.) | 0:1 Julio Cruz (8.) | Inter Mailand |
| 3. Mai 2006 um 20:45 Uhr in Rom (Stadio Olimpico) | | |               |
| Ergebnis: 1:1 (0:1)                               | | |               |
| Schiedsrichter: Matteo Trefoloni (Siena)          | | |               |

### Rückspiel
| Inter Mailand                                                  | Inter Mailand | AS Rom | AS Rom |
| -------------------------------------------------------------- | --- | --- | ------ |
| Inter Mailand                                                  | \| 11. Mai 2006 um 20:45 Uhr in Mailand (Giuseppe-Meazza-Stadion) \| \| Ergebnis: 3:1 (2:0)[2] \| \| Schiedsrichter: Domenico Messina (Bologna) \| | \| 11. Mai 2006 um 20:45 Uhr in Mailand (Giuseppe-Meazza-Stadion) \| \| Ergebnis: 3:1 (2:0)[2] \| \| Schiedsrichter: Domenico Messina (Bologna) \| | AS Rom |
| Inter Mailand                                                  | Júlio César – Javier Zanetti, Marco Materazzi, Walter Samuel, Giuseppe Favalli – Luís Figo (80. Kily González), David Pizarro, Esteban Cambiasso, Dejan Stanković (58. Santiago Solari) – Adriano (67. Obafemi Martins), Julio Cruz Cheftrainer: Roberto Mancini | Doni – Christian Panucci, Cesare Bovo, Cristian Chivu (13. Samuel Kuffour), Leandro Cufré – Damiano Tommasi, Olivier Dacourt, Aleandro Rosi, Houssine Kharja (76. Shabani Nonda), Mancini – Stefano Okaka (54. Francesco Totti) Cheftrainer: Luciano Spalletti | AS Rom |
| Inter Mailand                                                  | 1:0 Esteban Cambiasso (6.) 2:0 Julio Cruz (45.) 3:0 Obafemi Martins (78.) | 3:1 Shabani Nonda (80.) | AS Rom |
| 11. Mai 2006 um 20:45 Uhr in Mailand (Giuseppe-Meazza-Stadion) | | |        |
| Ergebnis: 3:1 (2:0)                                            | | |        |
| Schiedsrichter: Domenico Messina (Bologna)                     | | |        |

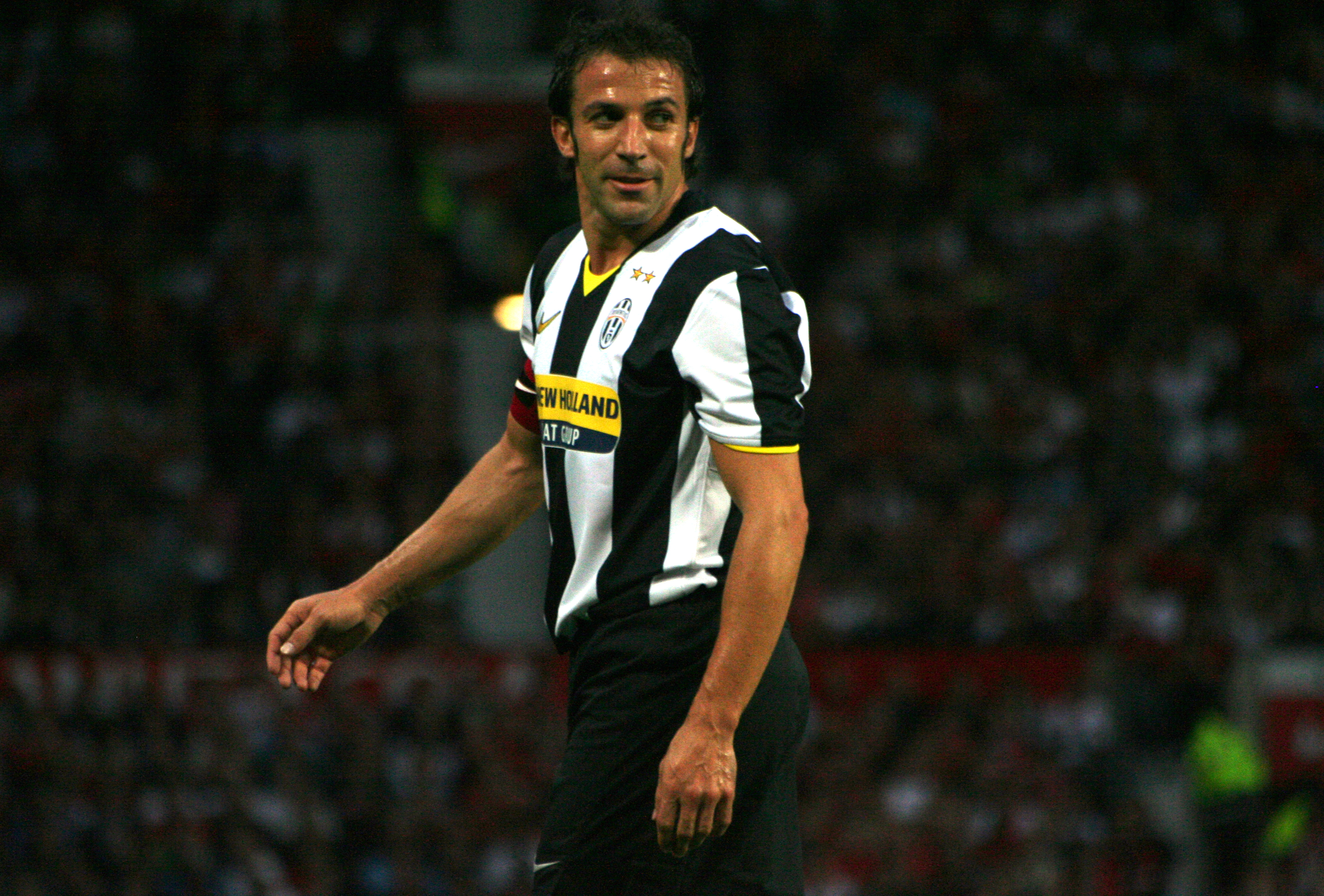
Torschützenkönig Alessandro Del Piero

Die Finalpartie war eine Wiederauflage des Vorjahres, in der ebenfalls Inter Mailand gewinnen konnte (3:0). Mit dem 4:2-Endergebnis sicherte sich Inter wiederum den Titel und feierte den fünften Pokalerfolg in der Geschichte des Vereins.
Inters Trainer Roberto Mancini gewann diesen Wettbewerb zum zehnten Mal in seiner Karriere, vier Mal als Trainer und zuvor sechs Mal als Spieler.
Torschützenkönig wurde mit fünf Treffern Alessandro Del Piero von Juventus Turin, obwohl er mit seiner Mannschaft bereits im Viertelfinale an der AS Rom gescheitert war.